# Chive (cratera)
Chive é uma cratera marciana. Tem como característica 9 quilômetros de diâmetro. Deve o seu nome a Chive, uma localidade na Bolívia.